# おおともりゅうじ
おおともりゅうじ（本名：大友竜二、1968年8月1日 -）は日本のものまねタレント。千葉県柏市出身。ザゼンプロダクション所属。

## 人物
芸能活動のかたわら、1997年より自身で出演、構成、演出する、
育成型ものまねお笑いショーパブ　麻布十番リトモを座長の愛称で経営している
ものまね芸人山本高広やお笑い芸人シソンヌ長谷川など輩出
現在は鳥越アズーリFMの冠番組｢おおともりゅうじのリトブリサタデー」毎週土曜日夕方4:00から生放送のMCも務める
ものまねプロデューサー

## 出演

### テレビ
- 爆笑そっくりものまね紅白歌合戦スペシャル（フジテレビ系列）
- 紅白そっくり大賞（フジテレビ系列）
- ものまね王座決定戦(フジテレビ系列)
- スターに挑戦（日本テレビ系列）
- エンタの神様（日本テレビ系列）
- 天才・たけしの元気が出るテレビ!!（日本テレビ系列）
- 全日本そっくり大賞（テレビ東京系列）
- やりすぎコージー（テレビ東京系列）

## 主なものまねレパートリー
- 哀川翔
- 石原裕次郎
- 五木ひろし
- 上田正樹
- 梅沢富美男
- 小沢仁志
- おぼたけし
- 北島三郎
- 吉川晃司
- クリス・ペプラー
- 桑田佳祐
- 小林旭
- 小林克也
- 堺雅人
- ささきいさお
- 沢田研二
- 千昌夫
- 高橋英樹
- 滝口順平
- 竹内力
- 武田鉄矢
- 玉置浩二
- つんく♂
- デーモン閣下
- 中尾彬
- 浜田省吾
- 氷室京介
- 福山雅治
- 藤井フミヤ
- 布袋寅泰
- 的場浩司
- 美川憲一
- 水木一郎
- 水谷豊
- 森進一
- 矢沢永吉
- やしきたかじん
- 安岡力也
- 八名信夫
- 山本譲二
- 吉幾三
- 若本規夫
- 渡部篤郎

等、レパートリーは100種類以上を超える。